# 圣乔瓦尼镇
 圣乔瓦尼镇是意大利雷焦卡拉布里亚省的一个市镇。总面积12.22平方公里，人口13700人，人口密度1121.1人/平方公里（2009年）。ISTAT代码为080096。